# Prognathoglossum kalassyi
Prognathoglossum kalassyi è un pesce osseo estinto, appartenente agli osteoglossiformi. Visse nel Cretaceo superiore (Cenomaniano, circa 100 - 95 milioni di anni fa) e i suoi resti fossili sono stati ritrovati in Libano.

## Descrizione
Questo pesce era di piccole dimensioni ed era lungo circa 15 centimetri. Era dotato di un corpo alto e compresso lateralmente, caratterizzato da una pinna dorsale bassa e allungata che percorreva gran parte della linea mediana del corpo. La morfologia generale e alcune caratteristiche dello scheletro caudale richiamano altri osteoglossiformi attuali come Pantodon, ma vi erano alcune caratteristiche distintive: Prognathoglossum possedeva un notevole prognatismo, l'osso frontale era molto corto e largo, la fossa temporale era situata molto lateralmente sulla scatola cranica, e vi era un piccolo postfrontale dietro il frontale. L'osso parietale, inoltre, formava il margine dorsale della fossa temporale, mentre la bulla saccular-lagenare era ipertrofica. 

## Classificazione
Prognathoglossum è considerato un membro arcaico dei Pantodontidae, una famiglia di pesci osteoglossiformi comprendente una specie attuale (Pantodon buchholzi) e altre quattro specie fossili del Libano (Capassopiscis pankowskii, Pankowskipiscis haqelensis, Petersichthys libanicus e Palaeopantodon vandersypeni). 
Prognathoglossum kalassyi venne descritto per la prima volta nel 2012, sulla base di resti fossili ritrovati in Libano nella zona di En Nammoura, in sedimenti di origine marina risalenti al Cenomaniano.